# Ferreñafe (tỉnh)
Tỉnh Ferreñafe (tiếng Tây Ban Nha: Provincia de Ferreñafe) là một tỉnh thuộc vùng Lambayeque của Peru. Tỉnh Ferreñafe có diện tích 1705 km², dân số thời điểm theo điều tra dân số ngày 11 tháng 7 năm 1993 là 92377 người. Tỉnh lỵ đóng ở Ferreñafe.